# Ilybius euryomus
Ilybius euryomus är en skalbaggsart som först beskrevs av Helen K. Larson 1996.  Ilybius euryomus ingår i släktet Ilybius och familjen dykare. Inga underarter finns listade i Catalogue of Life.